# غيريورن
غيريورن (بالإنجليزية: Gehrihorn)‏ هو أحد جبال سلسلة جبال الألب البرنية وجزء من القمة الأم Rüederigsgrat (2,142 m) يقع في كانتون برن، سويسرا. يبلغ ارتفاع الجبل حوالي 2130 متر، بينما يبلغ ارتفاع نتوء الجبل 40 متر.